# Solar dos Bittencourt
Solar dos Bittencourt é uma edificação construída no século XIX, localizada no município de Nazaré, no interior do estado da Bahia.

## História

### Construção
O prédio conhecido como Solar dos Bittencourt foi construída no ano de 1861, no século XIX, no município de Nazaré no interior do estado da Bahia. A edificação foi construída por Alexandre Bastos Bittencourt, fundador da Estrada de Ferro de Nazaré.

### Desapropriação
O solar pertenceu a família de Bittencourt até o ano de 1950, quando a casa foi desapropriada pelo Governo do Estado da Bahia após a Lei Estadual de nº 336 ser aprovada na Assembleia Legislativa da Bahia (ALBA) e assinada pelo então governador Otávio Mangabeira. A lei foi sancionada em 18 de novembro de 1950, quando Mangabeira autorizou a desapropriação do imóvel e de outros terrenos pertencentes a família na rua Luiz Gualberto na cidade de Názare. Para as adaptações do prédio, Mangabeira destinou recursos para que ali fosse criado um orfanato feminino.

## Abrigo
Após três anos da desapropriação, foi fundado no prédio o Abrigo Paulo de Tarso. O resultado é oriundo da lei nº 1006, de 20 de maio 1958 quando o então presidente da Assembleia Legislativa da Bahia, Nathan Coutinho, ocupava o cargo de governador em exercício em detrimento ao cargo de Antônio Balbino onde doava o prédio do Estado para o Abrigo Paulo de Tarso, onde esperava que a instituição fosse operar atividades de filantropia e caridade.
Apenas no ano de 1968, o projeto sai do papel e a instituição começa a operar no prédio tornando-se um internato. Atualmente, o projeto converteu-se para um asilo, onde são cuidados idosos de baixa renda.
No início de 2021, em meio a Pandemia de COVID-19 no Brasil, o asilo registrou um surto da doença entre os idosos internados na instituição e alguns funcionários registrando trinta e sete casos da doença.

## Tombamento
O solar passou pela primeira vez pelo processo de tombamento histórico no ano de 1988, quando pela processo de número 004/1988 recebeu o tombamento provisório por parte do poder público pelo Instituto do Patrimônio Artístico e Cultural da Bahia (IPAC). Já no século XXI, no dia 9 de abril de 2003, o casarão teve o processo definitivo de tombamento legal.
No ano de 2019, uma matéria do jornal baiano Correio em reportagem feita pela jornalista Fernanda Lima, apurou que há trinta e um anos o processo de tombamento espera um resultado definitivo do ato e que o casarão estaria com o aval provisório desde 1988. A reportagem entrevistou Carlos Moura, diretor do Casarão por telefone que confirmou a falta de respaldo jurídico: “Eu nem conheço o que é tombamento. Eu queria que houvesse o tombamento e o acompanhamento. Quando eu entrei aqui [2015], as janelas estavam podres, precisamos ir consertando tudo”.